# Lars Andersson (konstnär)

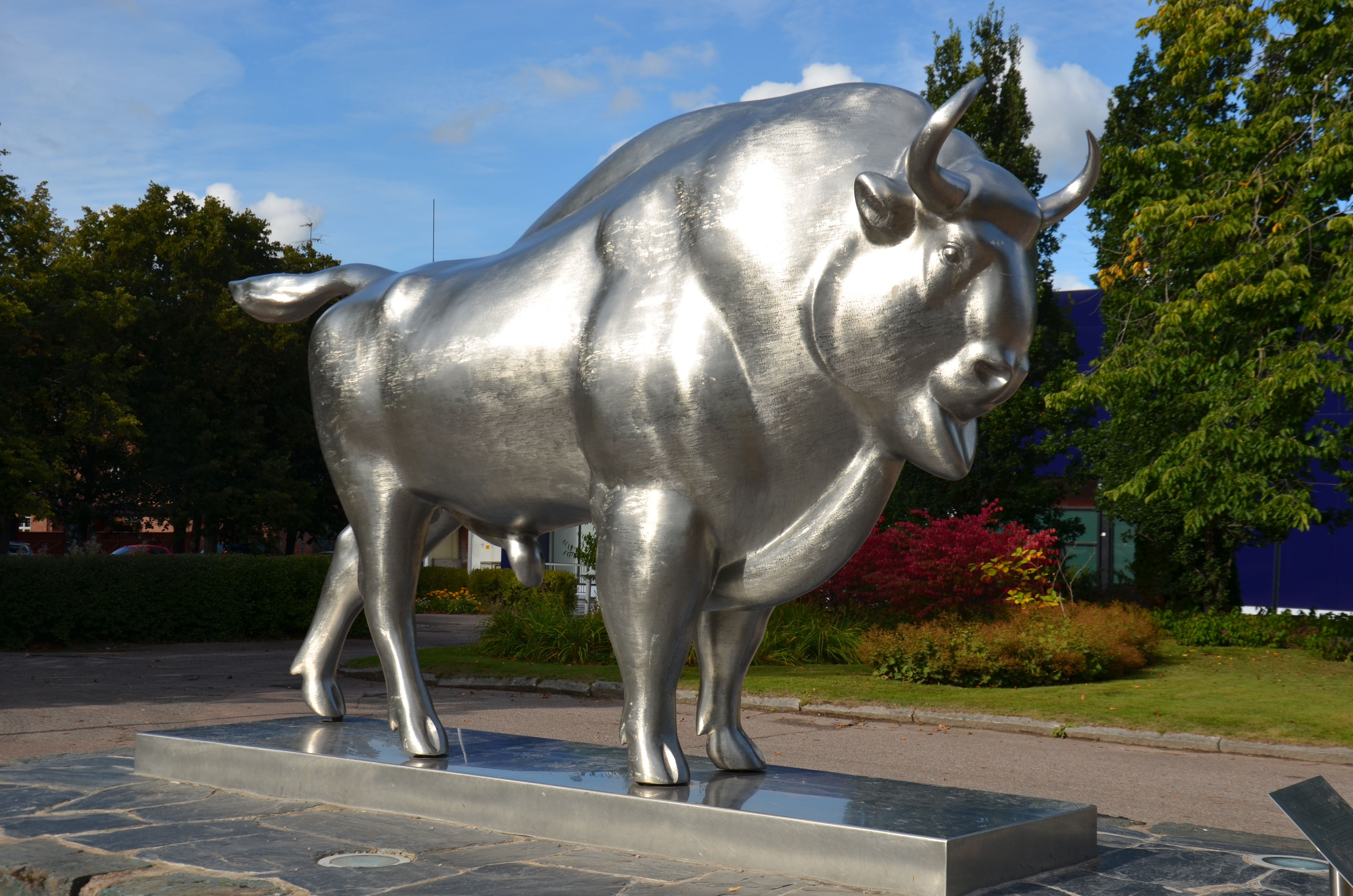
Visenten, porträtt av tjuren Pudam i Avesta visentpark

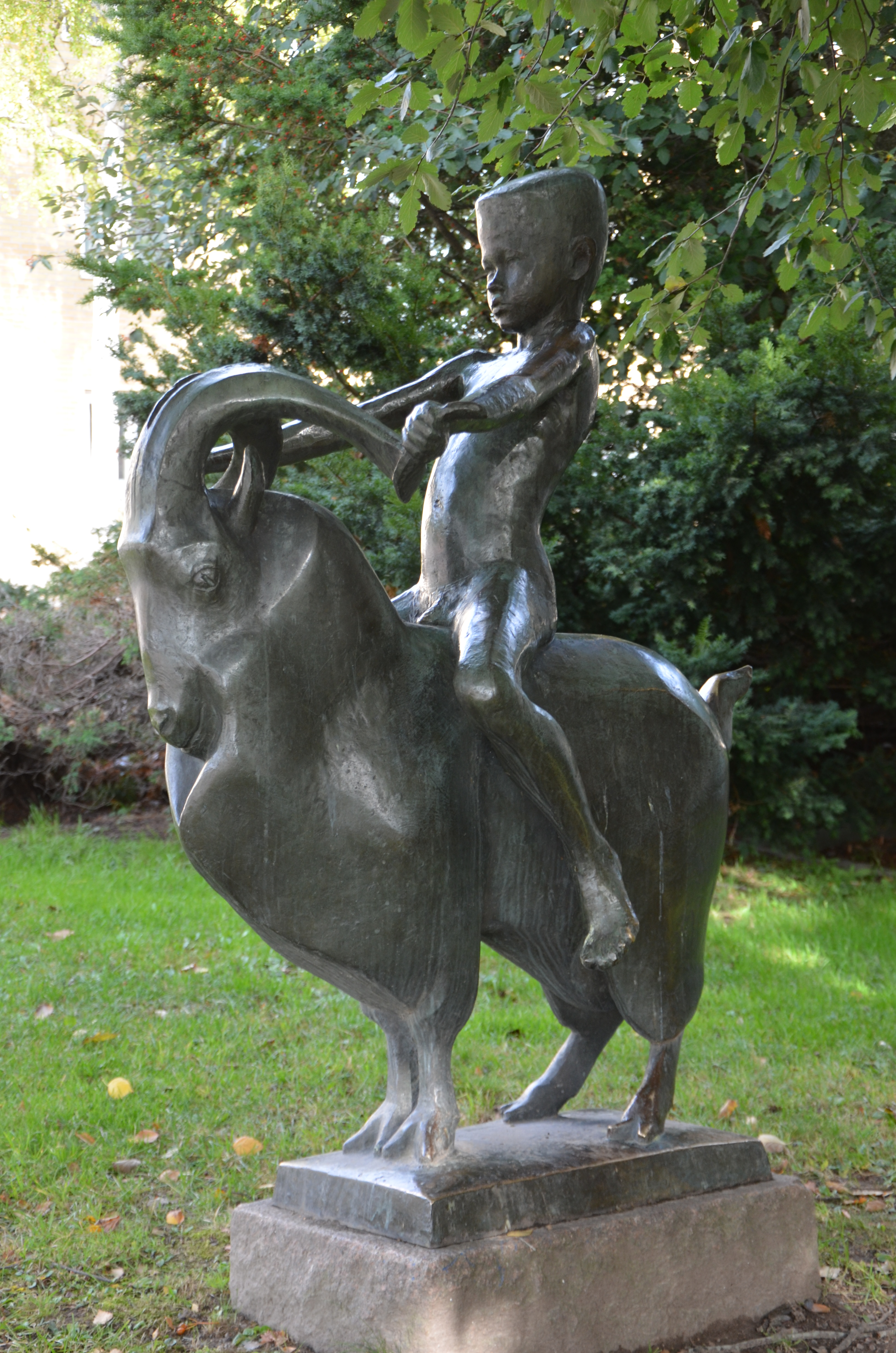
Hanseman i Avesta

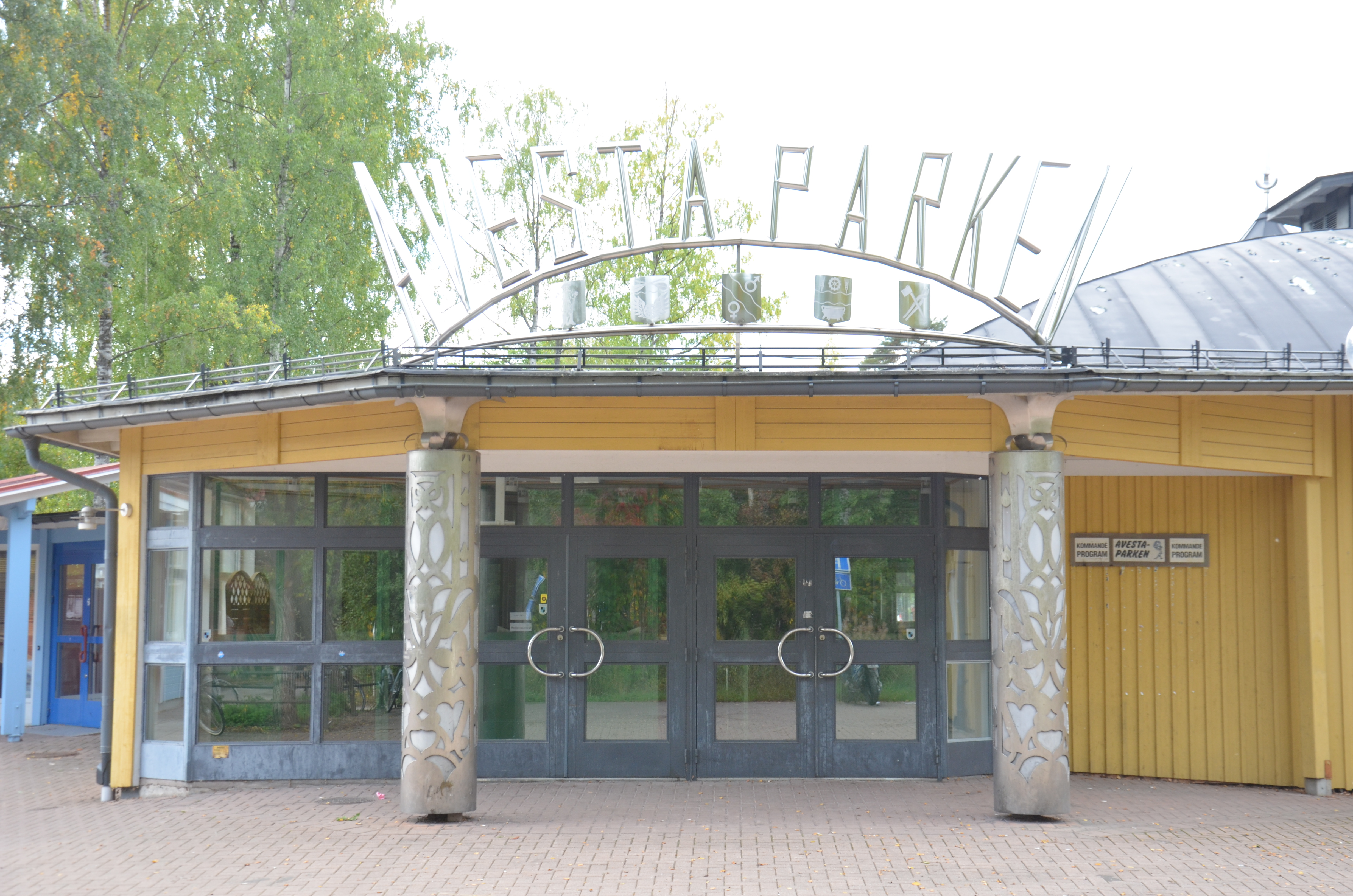
Entrén till Folkets park i Avesta

Lars Jonas Andersson, född 24 november 1910 i Uppsala, död 13 september 2005 i Västerås, var en svensk skulptör.
Lars Anderssons far var jägmästare och han växte upp på flera platser i Sverige. Han utbildade sig från 17 års ålder vid Henrik Blombergs målarskola i Stockholm och därefter vid Bror Hjorths och Nils Möllerbergs skulpturskola i 
Stockholm. Han studerade också för Nils Sjögren vid Konstakademin i Stockholm 1932–1936 samt därefter till konservator på Naturhistoriska riksmuseet i Stockholm och vid Helsingfors universitets zoologiska avdelning, där Jussi Mäntynen var chef. 
Andersson fick anställning 1944 på Avesta Jernverk för att skapa konst i rostfritt stål. Han stannade där till 1976. Lars Andersson är begravd på Norra begravningsplatsen utanför Stockholm.

## Offentlig konst (urval)
- Fåglarna, brons, 1951, våning 5 i Gymnastik- och idrottshögskolan i Stockholm
- Råbock, brons, 1956, Rudbecksparken i Västerås, i Borås och i Nässjö
- relief, stengöt, älgmotiv, 1951, våning 5 i Gymnastik- och idrottshögskolan i Stockholm
- relief, stengöt, rådjursmotiv, 1951, våning 5 i Gymnastik- och idrottshögskolan i Stockholm
- Björnungar, brons, 1957, kommunparken i Åstorp
- Älgen, brons, 1962, Käppala skola, Lidingö.
- Visenten, rostfritt stål, 1976, i Stadshusparken i Avesta. Skulptur över visenttjuren Pudam, som kom 1969 till Avesta visentpark, ursprungligen placerad på Avesta Jernverks område i Avesta. En kopia i rostfritt stål restes 1996 vid Avesta Sheffields anläggning vid Shepcote Lane i Sheffield i Storbritannien (plus en vid Nordstjernans arkiv i Engelsberg).
- Hanseman, brons, vid Markusgatan/Myrgatan/Markusskolan i Avesta och vid parken i Skoghall.
- Tranan, brons, vid Grytnäs urnlund
- Rådjur med kid, brons, vid Skogsgläntan i Avesta
- relief med rådjursmotiv, stengöt, entrén vid Skogsbo skola i Avesta
- portutsmyckning, rostfritt stål, Avesta Folkets park
- Sjurygg, brons, Falun
- Trana, brons, Borlänge
- Björnunge, brons, Ludvika
- Dovhjort, brons, Dala-Husby
- Björn, sten, Kristianstad